# 波崎町
波崎町（はさきまち）は、茨城県に存在した町である。2005年8月1日に隣接する神栖町に編入され、神栖市の一部となったため廃止した。

## 地理
茨城県の東の端、利根川の河口付近に位置し同川を挟んで千葉県銚子市と向かい合っている。

### 隣接していた自治体
- 茨城県
  - 鹿島郡神栖町
- 千葉県
  - 銚子市
  - 香取郡東庄町

## 歴史

### 沿革
- 1889年（明治22年）4月1日 - 町村制の施行により、鹿島郡東下村（とうしもむら）が発足。
- 1928年（昭和3年）1月1日 - 東下村が町制施行改称し波崎町になる。
- 1938年（昭和13年）1月5日 - ゴンドウクジラの大群が押し寄せ60余頭を捕獲。翌日には銚子側で200頭前後が捕獲された[1]。
- 1953年（昭和28年）5月18日 - 国道124号が制定。
- 1962年（昭和37年）12月11日 - 銚子大橋が供用開始。
- 2000年（平成12年）3月18日 - 利根かもめ大橋が供用開始。
- 2005年（平成17年）8月1日 - 神栖町に編入。同日波崎町廃止。
  - 同日、神栖町は市制施行し神栖市となる。

### 行政区域変遷
- 変遷の年表

| 波崎町町域の変遷（年表） | 波崎町町域の変遷（年表） | 波崎町町域の変遷（年表） |
| 年                       | 月日                     | 旧波崎町町域に関連する行政区域変遷 |
| ------------------------ | ------------------------ | --- |
| 1889年（明治22年）       | 4月1日                   | 町村制施行に伴い、以下の村がそれぞれ発足。 - 東下村 ← 東下村単独で村制施行 - 矢田部村 ← 矢田部村単独で村制施行 - 若松村 ← 柳川新田・須田新田・太田新田 |
| 1928年（昭和3年）        | 1月1日                   | 東下村が町制施行改称し波崎町になる。 |
| 1955年（昭和30年）       | 2月15日                  | 波崎町は矢田部村を編入。 |
| 1956年（昭和31年）       | 2月15日                  | 波崎町は若松村の大半（太田新田の一部を除く）を編入。                                                                                                   |
| 1980年（昭和55年）       |                          | 神栖町と波崎町の境界が一部変更。 - 神栖町の一部（日川の一部）を波崎町に編入。 - 波崎町の一部（柳川の一部）を神栖町に編入。                             |
| 2005年（平成17年）       | 8月1日                   | 波崎町は神栖町に編入され、消滅。 - 同日、神栖町は市制施行し神栖市となる。                                                                              |

- 変遷表

| 波崎町町域の変遷表（※細かな境界の変遷は省略） | 波崎町町域の変遷表（※細かな境界の変遷は省略） | 波崎町町域の変遷表（※細かな境界の変遷は省略） | 波崎町町域の変遷表（※細かな境界の変遷は省略） | 波崎町町域の変遷表（※細かな境界の変遷は省略） | 波崎町町域の変遷表（※細かな境界の変遷は省略） | 波崎町町域の変遷表（※細かな境界の変遷は省略） |
| 1868年 以前                                   | 1868年 以前                                   | 明治22年 4月1日                               | 明治22年 - 昭和19年                           | 昭和20年 - 昭和64年                           | 平成元年 - 現在                               | 現在                                          |
| --------------------------------------------- | --------------------------------------------- | --------------------------------------------- | --------------------------------------------- | --------------------------------------------- | --------------------------------------------- | --------------------------------------------- |
|                                               | 東下村                                        | 東下村                                        | 昭和3年1月1日 波崎町に 町制改称               | 波崎町                                        | 平成17年8月1日 神栖町に編入                   | 神栖市                                        |
|                                               | 矢田部村                                      | 矢田部村                                      | 矢田部村                                      | 昭和30年2月15日 波崎町に編入                  | 平成17年8月1日 神栖町に編入                   | 神栖市                                        |
|                                               | 柳川新田                                      | 若松村 の一部                                 | 若松村の一部                                  | 昭和31年2月15日 波崎町に編入                  | 平成17年8月1日 神栖町に編入                   | 神栖市                                        |
|                                               | 須田新田                                      | 若松村 の一部                                 | 若松村の一部                                  | 昭和31年2月15日 波崎町に編入                  | 平成17年8月1日 神栖町に編入                   | 神栖市                                        |
|                                               | 太田新田の一部                                | 若松村 の一部                                 | 若松村の一部                                  | 昭和31年2月15日 波崎町に編入                  | 平成17年8月1日 神栖町に編入                   | 神栖市                                        |

## 教育
高等学校
- 波崎高等学校
- 波崎柳川高等学校

中学校
- 波崎第一中学校
- 波崎第二中学校
- 波崎第三中学校
- 波崎第四中学校

小学校
- 波崎東小学校
- 波崎西小学校
- 明神小学校
- 矢田部小学校
- 植松小学校
- 土合小学校
- 太田小学校
- 須田小学校
- 柳川小学校

## 道路
- 一般国道
  - 国道124号
- 都道府県道
  - 茨城県道117号深芝浜波崎線
  - 茨城県道198号銚子波崎線
  - 茨城県道241号須田奥野谷線
  - 茨城県道258号波崎港線
  - 茨城県道260号谷原息栖東庄線

## 出身著名人
- 松島竜太 - サッカー選手
- 銚子利夫 - 元プロ野球選手
- 山本懸蔵 - 労働運動家・戦前期の日本共産党党員
- 須之内美帆子 - タレント
- エド・はるみ - お笑い芸人
- 長谷川昌幸 - プロ野球選手
- 花塚廉太郎 - 俳優